# Đội tuyển bóng đá nữ quốc gia Hà Lan
Đội tuyển bóng đá nữ quốc gia Hà Lan (tiếng Hà Lan: Nederlands vrouwenvoetbalelftal) là đội tuyển đại diện Hà Lan tham dự các giải đấu bóng đá nữ quốc tế. Đội được quản lí bởi Hiệp hội bóng đá Hoàng gia Hà Lan (KNVB), một thành viên của UEFA và FIFA.
Đội tuyển Hà Lan đã thi đấu tại UEFA Women's Euro năm 2009, 2013, 2022 và là nhà vô địch năm 2017. Đội tham dự World Cup lần đầu tiên năm 2015, đạt vị trí thứ mười ba. Vào năm 2019, đội giành vị trí á quân sau khi để thua 0–2 trong trận chung kết với Hoa Kỳ.
Biệt danh của đội tuyển là Oranje (Da cam) và Leeuwinnen (Sư tử cái). Mark Parsons là huấn luyện viên trưởng từ sau Thế vận hội Mùa hè 2020. Đội hiên đang xếp thứ 5 thế giới theo bảng xếp hạng FIFA.

## Lịch sử
Vào ngày 17 tháng 4 năm 1971, đội tuyển Hà Lan đã chơi trận bóng đá quốc tế dành cho nữ đầu tiên được FIFA công nhận với Pháp. Trận đấu diễn ra tại Hazebrouck, Pháp và dẫn đến thất bại 4–0 cho Hà Lan.

## Thành tích tại các giải đấu

### Giải vô địch bóng đá nữ thế giới
| Chủ nhà và năm | Thành tích               | Pos                      | Pld                      | W                        | D*                       | L                        | GF                       | GA                       |
| -------------- | ------------------------ | ------------------------ | ------------------------ | ------------------------ | ------------------------ | ------------------------ | ------------------------ | ------------------------ |
| 1991           | Không vượt qua vòng loại | Không vượt qua vòng loại | Không vượt qua vòng loại | Không vượt qua vòng loại | Không vượt qua vòng loại | Không vượt qua vòng loại | Không vượt qua vòng loại | Không vượt qua vòng loại |
| 1995           | Không vượt qua vòng loại | Không vượt qua vòng loại | Không vượt qua vòng loại | Không vượt qua vòng loại | Không vượt qua vòng loại | Không vượt qua vòng loại | Không vượt qua vòng loại | Không vượt qua vòng loại |
| 1999           | Không vượt qua vòng loại | Không vượt qua vòng loại | Không vượt qua vòng loại | Không vượt qua vòng loại | Không vượt qua vòng loại | Không vượt qua vòng loại | Không vượt qua vòng loại | Không vượt qua vòng loại |
| 2003           | Không vượt qua vòng loại | Không vượt qua vòng loại | Không vượt qua vòng loại | Không vượt qua vòng loại | Không vượt qua vòng loại | Không vượt qua vòng loại | Không vượt qua vòng loại | Không vượt qua vòng loại |
| 2007           | Không vượt qua vòng loại | Không vượt qua vòng loại | Không vượt qua vòng loại | Không vượt qua vòng loại | Không vượt qua vòng loại | Không vượt qua vòng loại | Không vượt qua vòng loại | Không vượt qua vòng loại |
| 2011           | Không vượt qua vòng loại | Không vượt qua vòng loại | Không vượt qua vòng loại | Không vượt qua vòng loại | Không vượt qua vòng loại | Không vượt qua vòng loại | Không vượt qua vòng loại | Không vượt qua vòng loại |
| 2015           | Vòng 2                   | 13th                     | 4                        | 1                        | 1                        | 2                        | 3                        | 4                        |
| 2019           | Á quân                   | 2nd                      | 7                        | 6                        | 0                        | 1                        | 11                       | 5                        |
| 2023           | Tứ kết                   | 7th                      | 5                        | 3                        | 1                        | 1                        | 12                       | 3                        |
| Tổng cộng      | 3/9                      | 1 lần á quân             | 16                       | 10                       | 2                        | 4                        | 26                       | 12                       |

* Không tính các trận hòa phải giải quyết bằng loạt đá penalty.

### Thế vận hội Mùa hè
| Chủ nhà và năm | Thành tích               | Pos                      | Pld                      | W                        | D*                       | L                        | GF                       | GA                       |
| -------------- | ------------------------ | ------------------------ | ------------------------ | ------------------------ | ------------------------ | ------------------------ | ------------------------ | ------------------------ |
| 1996           | Không vượt qua vòng loại | Không vượt qua vòng loại | Không vượt qua vòng loại | Không vượt qua vòng loại | Không vượt qua vòng loại | Không vượt qua vòng loại | Không vượt qua vòng loại | Không vượt qua vòng loại |
| 2000           | Không vượt qua vòng loại | Không vượt qua vòng loại | Không vượt qua vòng loại | Không vượt qua vòng loại | Không vượt qua vòng loại | Không vượt qua vòng loại | Không vượt qua vòng loại | Không vượt qua vòng loại |
| 2004           | Không vượt qua vòng loại | Không vượt qua vòng loại | Không vượt qua vòng loại | Không vượt qua vòng loại | Không vượt qua vòng loại | Không vượt qua vòng loại | Không vượt qua vòng loại | Không vượt qua vòng loại |
| 2008           | Không vượt qua vòng loại | Không vượt qua vòng loại | Không vượt qua vòng loại | Không vượt qua vòng loại | Không vượt qua vòng loại | Không vượt qua vòng loại | Không vượt qua vòng loại | Không vượt qua vòng loại |
| 2012           | Không vượt qua vòng loại | Không vượt qua vòng loại | Không vượt qua vòng loại | Không vượt qua vòng loại | Không vượt qua vòng loại | Không vượt qua vòng loại | Không vượt qua vòng loại | Không vượt qua vòng loại |
| 2016           | Không vượt qua vòng loại | Không vượt qua vòng loại | Không vượt qua vòng loại | Không vượt qua vòng loại | Không vượt qua vòng loại | Không vượt qua vòng loại | Không vượt qua vòng loại | Không vượt qua vòng loại |
| 2020           | Tứ kết                   | 5th                      | 4                        | 2                        | 2                        | 0                        | 23                       | 10                       |
| Tổng cộng      | 1/7                      |                          | 4                        | 2                        | 2                        | 0                        | 23                       | 10                       |

### Giải vô địch bóng đá nữ châu Âu
| Chủ nhà và năm | Thành tích               | Pos                      | Pld                      | W                        | D*                       | L                        | GF                       | GA                       |
| -------------- | ------------------------ | ------------------------ | ------------------------ | ------------------------ | ------------------------ | ------------------------ | ------------------------ | ------------------------ |
| 1984**         | Không vượt qua vòng loại | Không vượt qua vòng loại | Không vượt qua vòng loại | Không vượt qua vòng loại | Không vượt qua vòng loại | Không vượt qua vòng loại | Không vượt qua vòng loại | Không vượt qua vòng loại |
| 1987           | Không vượt qua vòng loại | Không vượt qua vòng loại | Không vượt qua vòng loại | Không vượt qua vòng loại | Không vượt qua vòng loại | Không vượt qua vòng loại | Không vượt qua vòng loại | Không vượt qua vòng loại |
| 1989           | Không vượt qua vòng loại | Không vượt qua vòng loại | Không vượt qua vòng loại | Không vượt qua vòng loại | Không vượt qua vòng loại | Không vượt qua vòng loại | Không vượt qua vòng loại | Không vượt qua vòng loại |
| 1991           | Không vượt qua vòng loại | Không vượt qua vòng loại | Không vượt qua vòng loại | Không vượt qua vòng loại | Không vượt qua vòng loại | Không vượt qua vòng loại | Không vượt qua vòng loại | Không vượt qua vòng loại |
| 1993           | Không vượt qua vòng loại | Không vượt qua vòng loại | Không vượt qua vòng loại | Không vượt qua vòng loại | Không vượt qua vòng loại | Không vượt qua vòng loại | Không vượt qua vòng loại | Không vượt qua vòng loại |
| 1995           | Không vượt qua vòng loại | Không vượt qua vòng loại | Không vượt qua vòng loại | Không vượt qua vòng loại | Không vượt qua vòng loại | Không vượt qua vòng loại | Không vượt qua vòng loại | Không vượt qua vòng loại |
| 1997           | Không vượt qua vòng loại | Không vượt qua vòng loại | Không vượt qua vòng loại | Không vượt qua vòng loại | Không vượt qua vòng loại | Không vượt qua vòng loại | Không vượt qua vòng loại | Không vượt qua vòng loại |
| 2001           | Không vượt qua vòng loại | Không vượt qua vòng loại | Không vượt qua vòng loại | Không vượt qua vòng loại | Không vượt qua vòng loại | Không vượt qua vòng loại | Không vượt qua vòng loại | Không vượt qua vòng loại |
| 2005           | Không vượt qua vòng loại | Không vượt qua vòng loại | Không vượt qua vòng loại | Không vượt qua vòng loại | Không vượt qua vòng loại | Không vượt qua vòng loại | Không vượt qua vòng loại | Không vượt qua vòng loại |
| 2009           | Bán kết                  | 3rd                      | 5                        | 2                        | 1                        | 2                        | 6                        | 5                        |
| 2013           | Vòng bảng                | 12th                     | 3                        | 0                        | 1                        | 2                        | 0                        | 2                        |
| 2017           | Vô địch                  | 1st                      | 6                        | 6                        | 0                        | 0                        | 13                       | 3                        |
| 2021           | Tứ kết                   | 5th                      | 4                        | 2                        | 1                        | 1                        | 8                        | 5                        |
| Tổng cộng      | 4/13                     | 1 lần vô địch            | 18                       | 10                       | 3                        | 5                        | 27                       | 15                       |

* Không tính các trận hòa phải giải quyết bằng loạt đá penalty.
** Không có quốc gia đăng cai.

### Cúp Algarve
| Năm       | Thành tích    | Pld           | W             | D*            | L             | GF            | GA            |
| --------- | ------------- | ------------- | ------------- | ------------- | ------------- | ------------- | ------------- |
| 1994      | Không tham dự | Không tham dự | Không tham dự | Không tham dự | Không tham dự | Không tham dự | Không tham dự |
| 1995      | Hạng 5        | 4             | 1             | 1             | 2             | 3             | 5             |
| 1996      | Không tham dự | Không tham dự | Không tham dự | Không tham dự | Không tham dự | Không tham dự | Không tham dự |
| 1997      | Hạng 5        | 4             | 2             | 0             | 2             | 2             | 5             |
| 1998      | Hạng 6        | 4             | 1             | 0             | 3             | 4             | 11            |
| 1999      | Không tham dự | Không tham dự | Không tham dự | Không tham dự | Không tham dự | Không tham dự | Không tham dự |
| 2000      | Không tham dự | Không tham dự | Không tham dự | Không tham dự | Không tham dự | Không tham dự | Không tham dự |
| 2001      | Không tham dự | Không tham dự | Không tham dự | Không tham dự | Không tham dự | Không tham dự | Không tham dự |
| 2002      | Không tham dự | Không tham dự | Không tham dự | Không tham dự | Không tham dự | Không tham dự | Không tham dự |
| 2003      | Không tham dự | Không tham dự | Không tham dự | Không tham dự | Không tham dự | Không tham dự | Không tham dự |
| 2004      | Không tham dự | Không tham dự | Không tham dự | Không tham dự | Không tham dự | Không tham dự | Không tham dự |
| 2005      | Không tham dự | Không tham dự | Không tham dự | Không tham dự | Không tham dự | Không tham dự | Không tham dự |
| 2006      | Không tham dự | Không tham dự | Không tham dự | Không tham dự | Không tham dự | Không tham dự | Không tham dự |
| 2007      | Không tham dự | Không tham dự | Không tham dự | Không tham dự | Không tham dự | Không tham dự | Không tham dự |
| 2008      | Không tham dự | Không tham dự | Không tham dự | Không tham dự | Không tham dự | Không tham dự | Không tham dự |
| 2009      | Không tham dự | Không tham dự | Không tham dự | Không tham dự | Không tham dự | Không tham dự | Không tham dự |
| 2010      | Không tham dự | Không tham dự | Không tham dự | Không tham dự | Không tham dự | Không tham dự | Không tham dự |
| 2011      | Không tham dự | Không tham dự | Không tham dự | Không tham dự | Không tham dự | Không tham dự | Không tham dự |
| 2012      | Không tham dự | Không tham dự | Không tham dự | Không tham dự | Không tham dự | Không tham dự | Không tham dự |
| 2013      | Không tham dự | Không tham dự | Không tham dự | Không tham dự | Không tham dự | Không tham dự | Không tham dự |
| 2014      | Không tham dự | Không tham dự | Không tham dự | Không tham dự | Không tham dự | Không tham dự | Không tham dự |
| 2015      | Không tham dự | Không tham dự | Không tham dự | Không tham dự | Không tham dự | Không tham dự | Không tham dự |
| 2016      | Không tham dự | Không tham dự | Không tham dự | Không tham dự | Không tham dự | Không tham dự | Không tham dự |
| 2017      | Hạng 5        | 4             | 3             | 0             | 1             | 7             | 5             |
| 2018      | Vô địch       | 3             | 3             | 0             | 0             | 9             | 4             |
| 2019      | Hạng 11       | 3             | 0             | 1             | 2             | 1             | 4             |
| Tổng cộng | 6/26          | 22            | 10            | 2             | 10            | 26            | 34            |

* Không tính các trận hòa phải giải quyết bằng loạt đá penalty.

## Cầu thủ

### Đội hình hiện tại
Đây là đội hình 23 cầu thủ được triệu tập World Cup nữ 2023.
| Số | VT | Cầu thủ                  | Ngày sinh (tuổi)  | Trận | Bàn | Câu lạc bộ          |
| -- | -- | ------------------------ | ----------------- | ---- | --- | ------------------- |
| 1  | TM | Daphne van Domselaar     | 6 tháng 3, 2000   | 19   | 0   | Aston Villa         |
| 16 | TM | Lize Kop                 | 17 tháng 3, 1998  | 7    | 0   | Unattached          |
| 23 | TM | Jacintha Weimar          | 11 tháng 6, 1998  | 0    | 0   | Feyenoord           |
|    |    |                          |                   |      |     |                     |
| 2  | HV | Lynn Wilms               | 3 tháng 10, 2000  | 36   | 1   | VfL Wolfsburg       |
| 3  | HV | Stefanie van der Gragt   | 16 tháng 8, 1992  | 107  | 14  | Retired             |
| 4  | HV | Aniek Nouwen             | 9 tháng 3, 1999   | 43   | 2   | Chelsea             |
| 5  | HV | Merel van Dongen         | 11 tháng 2, 1993  | 61   | 2   | Atlético Madrid     |
| 15 | HV | Caitlin Dijkstra         | 30 tháng 1, 1999  | 13   | 1   | Twente              |
| 18 | HV | Kerstin Casparij         | 19 tháng 8, 2000  | 27   | 0   | Manchester City     |
| 20 | HV | Dominique Janssen        | 17 tháng 1, 1995  | 102  | 6   | VfL Wolfsburg       |
|    |    |                          |                   |      |     |                     |
| 6  | TV | Jill Roord               | 22 tháng 4, 1997  | 92   | 25  | Manchester City     |
| 8  | TV | Sherida Spitse (captain) | 29 tháng 5, 1990  | 221  | 44  | Ajax                |
| 10 | TV | Daniëlle van de Donk     | 5 tháng 8, 1991   | 144  | 35  | Lyon                |
| 12 | TV | Jill Baijings            | 23 tháng 2, 2001  | 8    | 0   | Bayern Munich       |
| 14 | TV | Jackie Groenen           | 17 tháng 12, 1994 | 103  | 9   | Paris Saint-Germain |
| 17 | TV | Victoria Pelova          | 3 tháng 6, 1999   | 45   | 4   | Arsenal             |
| 19 | TV | Wieke Kaptein            | 29 tháng 8, 2005  | 3    | 0   | Twente              |
| 21 | TV | Damaris Egurrola         | 26 tháng 8, 1999  | 21   | 3   | Lyon                |
|    |    |                          |                   |      |     |                     |
| 7  | TĐ | Lineth Beerensteyn       | 11 tháng 10, 1996 | 94   | 26  | Juventus            |
| 9  | TĐ | Katja Snoeijs            | 31 tháng 8, 1996  | 21   | 11  | Everton             |
| 11 | TĐ | Lieke Martens            | 16 tháng 12, 1992 | 150  | 60  | Paris Saint-Germain |
| 13 | TĐ | Renate Jansen            | 7 tháng 12, 1990  | 57   | 4   | Twente              |
| 22 | TĐ | Esmee Brugts             | 28 tháng 7, 2003  | 22   | 6   | Unattached          |

### Triệu tập gần đây
Các cầu thủ dưới đây được triệu tập trong vòng 12 tháng.
| Vt                         | Cầu thủ               | Ngày sinh (tuổi)  | Số trận | Bt | Câu lạc bộ      | Lần cuối triệu tập              |
| -------------------------- | --------------------- | ----------------- | ------- | -- | --------------- | ------------------------------- |
| TM                         | Barbara Lorsheyd      | 26 tháng 3, 1991  | 1       | 0  | ADO Den Haag    | 2023 FIFA Women's World Cup PRE |
|                            |                       |                   |         |    |                 |                                 |
| HV                         | Kika van Es           | 11 tháng 10, 1991 | 77      | 0  | Retired         | 2023 FIFA Women's World Cup PRE |
| TĐ                         | Alieke Tuin           | 24 tháng 1, 2001  | 0       | 0  | Fortuna Sittard | 2023 FIFA Women's World Cup PRE |
| HV                         | Lisa Doorn            | 8 tháng 12, 2000  | 4       | 0  | Ajax            | v. Đan Mạch, 15 November 2022   |
| HV                         | Marisa Olislagers     | 9 tháng 9, 2000   | 10      | 0  | Twente          | v. Na Uy, 10 October 2022       |
|                            |                       |                   |         |    |                 |                                 |
| TV                         | Sisca Folkertsma      | 21 tháng 5, 1997  | 16      | 0  | Feyenoord       | v. Ba Lan, 11 April 2023        |
| TV                         | Kayleigh van Dooren   | 31 tháng 7, 1999  | 4       | 0  | Twente          | v. Đan Mạch, 15 November 2022   |
|                            |                       |                   |         |    |                 |                                 |
| TĐ                         | Shanice van de Sanden | 2 tháng 10, 1992  | 95      | 21 | Liverpool       | 2023 FIFA Women's World Cup PRE |
| TĐ                         | Romée Leuchter        | 12 tháng 1, 2001  | 11      | 2  | Ajax            | 2023 FIFA Women's World Cup PRE |
| TĐ                         | Fenna Kalma           | 21 tháng 12, 1999 | 5       | 2  | VfL Wolfsburg   | 2023 FIFA Women's World Cup PRE |
| TĐ                         | Tiny Hoekstra         | 15 tháng 9, 1996  | 0       | 0  | Ajax            | 2023 FIFA Women's World Cup PRE |
| TĐ                         | Vivianne Miedema      | 15 tháng 7, 1996  | 115     | 95 | Arsenal         | v. Na Uy, 10 October 2022 INJ   |
| INJ Rút lui vì chấn thương |                       |                   |         |    |                 |                                 |